# 私部 (交野市)
私部（きさべ）は、大阪府交野市の地名。現行行政地名は大字私部、私部1丁目から8丁目、私部西（きさべにし）1丁目から5丁目、私部南（きさべみなみ）1丁目から4丁目。大字私部以外で住居表示実施済み。

## 地理
私部は免除川左岸の地名。私部（以下、本節では特記ない場合私部1–8丁目）は交野市の北西に位置しており、京阪交野線を挟んで西に私部西と接し、私部西部の南側で私部南と接している。私部の西から北側に掛けて梅が枝や郡津、幾野、倉治と隣接し、東から南に掛けて青山や向井田と接する。私部南の南側には寺南野や森北が隣接し、私部南の西・私部西の南には天野が原町、星田北がある。また、私部西は西側で枚方市と接している。
大字私部は交野市の東端に位置し、大字傍示を挟んで南北に分かれている。東に奈良県生駒市と接し、大字私部の北部は北に大字倉治と接する。北部は大字傍示の他、大字寺にも接し、大字私部の南部は大字傍示の他に大字森や大字私市とも隣接している。

### 河川
- 免除川 - 私部4丁目・6丁目・8丁目の北端を流れる[9]。
- 天野川 - 私部西3丁目と4丁目の間を流れる[10]。

## 歴史

### 織豊期以前の私部
河内国交野郡の郷として、室町時代より私部郷の名が見える。応永21年（1414年）の光通寺鐘銘に「河州交野郡私辺村」とあり、これが私部の初見となる。私部にある光通寺は後村上天皇の勅願所で、応永18年（1411年）には足利義持により将軍家の祈祷寺にもなっている。また、私部には光通寺だけでなく交野郡三宅山（交野市）を領する石清水八幡宮も勢力を及ぼしており、永享5年（1433年）の石清水八幡宮駕輿丁前床神人交名には「下私部」の神人として4人の名が記載されている。
永正15年（1518年）、「私部郷地下人」が石清水八幡宮の造営用材伐採を妨害したとして、その停止を命じる室町幕府奉行衆下知状が出された。大永8年（1528年）の室町幕府奉行人奉書には、光通寺の僧が石清水八幡宮領を押領した旨が書かれており、光通寺と石清水八幡宮の間で対立が生じていた様子がうかがえる。
また、戦国時代には「牧・交野一揆」という言葉が文献に見られるようになる。天文11年（1542年）に三好政長が、天文15年（1546年）には細川氏綱がその軍事動員を期待しており、それら一揆は一定の軍事力を有していた。これらのうち、牧一揆の中心地は招堤寺内町（枚方市招堤）で、交野一揆の中心地は私部郷だったと考えられる。
永禄11年（1568年）、「於河州交野郡私部郷之内、鷹山当知行闕所分事」として、篠原長房から鷹山藤寿に諸課役を免除する書状が与えられている。これにより、傍示越で私部とつながる大和国鷹山（奈良県生駒市高山町）の鷹山氏が私部に所領を持っていたことがわかる。
元亀元年（1570年）になると、文献上に私部城（交野城）の姿が見られるようになる。城主は安見右近で、足利義昭・織田信長により再興された室町幕府の下で反幕府勢力に相対する城として、畠山秋高の高屋城や三好義継の若江城と共に私部城の名が挙げられている（『信長公記』）。元亀2年（1571年）、右近は松永氏により奈良で自害させられ、私部城は松永勢により攻められた。元亀3年（1572年）、織田勢により私部城は救援されている。
安見右近に代わり私部城を守った安見新七郎は、織田政権下で有力領主の地位にあり、天正9年（1581年）の馬揃にも招集されている。しかし、天正10年（1582年）に明智光秀に味方して没落したのか、それ以降姿が見えない。天正12年（1584年）には、その本拠であった私部は豊臣家の蔵入地となっている。

### 江戸時代以降
江戸時代には私部村と称される。西株（村高のうち1,077石余）は元和5年（1619年）より旗本畠山氏が知行し、東株（501石）は寛永10年（1633年）から大坂町奉行役知、元禄3年（1690年）から幕府領、元禄7年（1694年）から相模小田原藩の大久保氏領となった。なお、文禄2年（1593年）の時点で「河内国交野郡私部村之内七百石之事」として徳川秀忠から畠山義春に知行が与えられている。
私部村の鎮守は住吉神社（産土神社）で、村内の寺院として臨済宗光通寺、浄土宗想善寺、浄土真宗本派無量光寺があった。
1881年（明治14年）、私部村は大阪府に所属し、1889年（明治22年）、交野村の大字私部となった。
1929年（昭和4年）、信貴生駒電鉄（現在の京阪交野線）が開通し、交野駅（現・交野市駅）が設置された。

### 地名の由来
皇后の部に「私部」があり、当地の地名はそれに由来するとされる。『交野市史』によると、交野の地は物部守屋から敏達天皇の后・豊御食炊屋姫（後の推古天皇）に献上された土地で、交野の村々は皇后の部民となった。私部や隣接する私市はそれらの村の中心だったと考えられる。
当初は「きさいちべ」と呼ばれていた地名が、転訛して「きさべ」になったものと推測される。

### 沿革
- 1889年（明治22年） - 交野村の大字となる[7]。
- 1939年（昭和14年） - 交野町の大字になる[7]。
- 1966年（昭和41年） - 天野が原が分離[7]。
- 1968年（昭和43年） - 梅が枝が分離[7]。
- 1971年（昭和46年） - 交野市の大字になる[7]。
- 1973年（昭和48年） - 天野が原町1–3丁目が分離[7]。
- 1974年（昭和49年） - 幾野1–2丁目が分離[7]。
- 1975年（昭和50年） - 青山1–5丁目、向井田1–3丁目が分離[7]。
- 1976年（昭和51年） - 郡津4丁目が分離[7]。
- 1978年（昭和53年） - 森北1丁目が分離[7]。
- 1980年（昭和55年） - 倉治2丁目、神宮寺1–2丁目が分離[7]。
- 1982年（昭和57年）10月10日 - 山間部を除く大字私部・大字寺・大字森・大字私市・大字郡津が、住居表示の整備に伴い、私部・私部西・私部南の町名となる[29]。

## 世帯数と人口
2024年（令和6年）3月31日現在の世帯数と人口は以下の通りである。
| 丁目          | 世帯数    | 人口     |
| ------------- | --------- | -------- |
| 大字私部      | 0世帯     | 0人      |
| 私部1-8丁目   | 3,567世帯 | 8,005人  |
| 私部西1-5丁目 | 1,503世帯 | 3,168人  |
| 私部南1-4丁目 | 550世帯   | 1,316人  |
| 計            | 5,620世帯 | 12,489人 |

## 学区
市立の小・中学校に通う場合、学区は以下の通りとなる。
| 町丁          | 番・番地等             | 小学校                 | 中学校                 |
| ------------- | ---------------------- | ---------------------- | ---------------------- |
| 私部1-8丁目   | 全域                   | 交野市立交野みらい学園 | 交野市立交野みらい学園 |
| 私部西1-4丁目 | 全域                   | 交野市立交野みらい学園 | 交野市立交野みらい学園 |
| 私部西5丁目   | 1-20番                 | 交野市立交野みらい学園 | 交野市立交野みらい学園 |
| 私部南1-4丁目 | 全域                   | 交野市立交野みらい学園 | 交野市立交野みらい学園 |
| 私部西5丁目   | 21-32番、982番地1及び2 | 交野市立藤が尾小学校   | 交野市立第四中学校     |

## 施設・園地
- 交野市役所（私部1丁目）[6][31]
- 交野市立交野みらい学園（私部1丁目）[32]
- 交野郵便局（私部3丁目）[33]
- じゃんぼスクエア交野（私部西1丁目）[34]
- 大阪府民の森 くろんど園地（大字私部）[35]
- パシオン情熱Stadium（私部公園、私部南3丁目）[36][37]

## 寺社
- 光通寺（私部5丁目）[38]
- 想善寺（私部5丁目）[39]
- 無量光寺（私部5丁目）[40]
- 妙宗寺（私部西3丁目）[41]
- 槃若寺（私部南2丁目）[42]
- 称恩寺（私部南4丁目）[43]
- 住吉神社（私部1丁目）[44]

## 史跡
- 私部城（交野城）跡（私部6丁目付近）[45]

## 交通

### 鉄道
- 京阪交野線 - 交野市駅（私部3丁目）[46]

### バス
- 京阪バス - 京阪交野市駅発着の路線が複数ある[47]。

### 道路
- 国道1号[8]
- 国道168号[8]
- 第二京阪道路[8]